# Sinularia rigida
Sinularia rigida is een zachte koraalsoort uit de familie Alcyoniidae. De koraalsoort komt uit het geslacht Sinularia. Sinularia rigida werd in 1846 voor het eerst wetenschappelijk beschreven door Dana. 